# O Condado
O Condado és una comarca de Galícia, el sud de la província de Pontevedra. Limita al nord i a l'oest amb la comarca de Vigo, a l'est amb A Paradanta i al sud amb el districte de Viana do Castelo (Portugal). La componen els municipis següents:

Municipis i la comarca en la provincia de Pontevedra.

- As Neves
- Mondariz
- Mondariz-Balneario
- Salvaterra de Miño
- Ponteareas

## Població
- Habitants: 40.192 (2005)
- Població estrangera: 1.306 (2005)
- Edat mitjana: 42.1 (2005)
- Saldo vegetatiu: -40 (2004)
- Saldo migratori: +592 (2004)